# Saint-germaini béke (1679)
A saint-germaini békeszerződés vagy saint-germain-en-laye-i szerződés, amelyet a Gergely-naptár szerint 1679. június 29-én (a Julián-naptár szerint 1679. június 19-én) kötöttek meg a franciaországi Saint-Germain-en-Laye kastélyban, lezárta az 1674–1679 között zajló északi háborút (más néven skånei háborút vagy svéd–brandenburgi háborút). A békeszerződést a Francia Királyság és a Brandenburgi Választófejedelemség írták alá, Svédország egy hónappal később, 1679. július 28-án csatlakozott a megegyezéshez. A békeegyezményt Svédország hatalmas szövetségese, az 1672–79-es francia–holland háborúban nagy győzelmeket aratott és a nijmegeni békeszerződéssel jelentősen megerősödött XIV. Lajos francia király kényszerítette ki. A szerződés Frigyes Vilmos brandenburgi választófejedelem súlyos politikai vereségét jelentette, elért harctéri sikerei és a számára kedvező hadi helyzet ellenére vissza kellett adnia Svédországnak a háborúban tőle elhódított összes németországi svéd birtokot (Bremen-Verdent, Svéd-Pomerániát).

## Előzmények

### A francia–holland háború
1672. március 28-án II. Károly angol király, majd április 6-án szövetségese XIV. Lajos is hadat üzent az Egyesült Holland Tartományoknak. Kirobbant a francia–holland háború, vele párhuzamosan az harmadik angol–holland tengeri háború is.
1672 áprilisában Svédország katonai szövetséget kötött Franciaországgal. Ebben az időben Anglia, a Brandenburgi Választófejedelemség, a Holland Egyesült Tartományok és Dánia hadiállapotban voltak Svédországgal. XIV. Lajos hollandiai győzelmei a spanyol és osztrák Habsburgok a Spanyol-Németalföld elleni támadástól tartottak. I. Lipót német-római császár, Ausztria főhercege 1672 júniusában felmondta a XIV. Lajosnak ígért semlegességet és 1672. június 23-án francia-ellenes katonai szövetséget kötött a Brandenburgi Választófejedelemséggel. Röviddel ezután azonban Turenne marsall benyomult a Brandenburg vesztfáliai tartományaiba és vereséget mért Frigyes Vilmos brandenburgi választófejedelem hadseregére. 1673. június 16-án-án Frigyes Vilmos kénytelen volt megkötni a vossemi különbékét, amelyben semlegességre kötelezte magát. Röviddel ezután Montecuccoli császári hadvezér visszavonulásra kényszerítette Turenne-t, de Brandenburg egyelőre kivált a háborúból.
1673. augusztus 30-án Lipót császár szövetségre lépett Hollandiával és Spanyolországgal, és 1674 elején hadat üzent Franciaországnak. 1674. július 1-jén Frigyes Vilmos brandenburgi választófejedelem ismét csatlakozott a franciaellenes szövetséghez. A brandenburgiak 1674–75 folyamán Elzászban, Vesztfáliában és a Pfalzban harcoltak Turenne ellen.

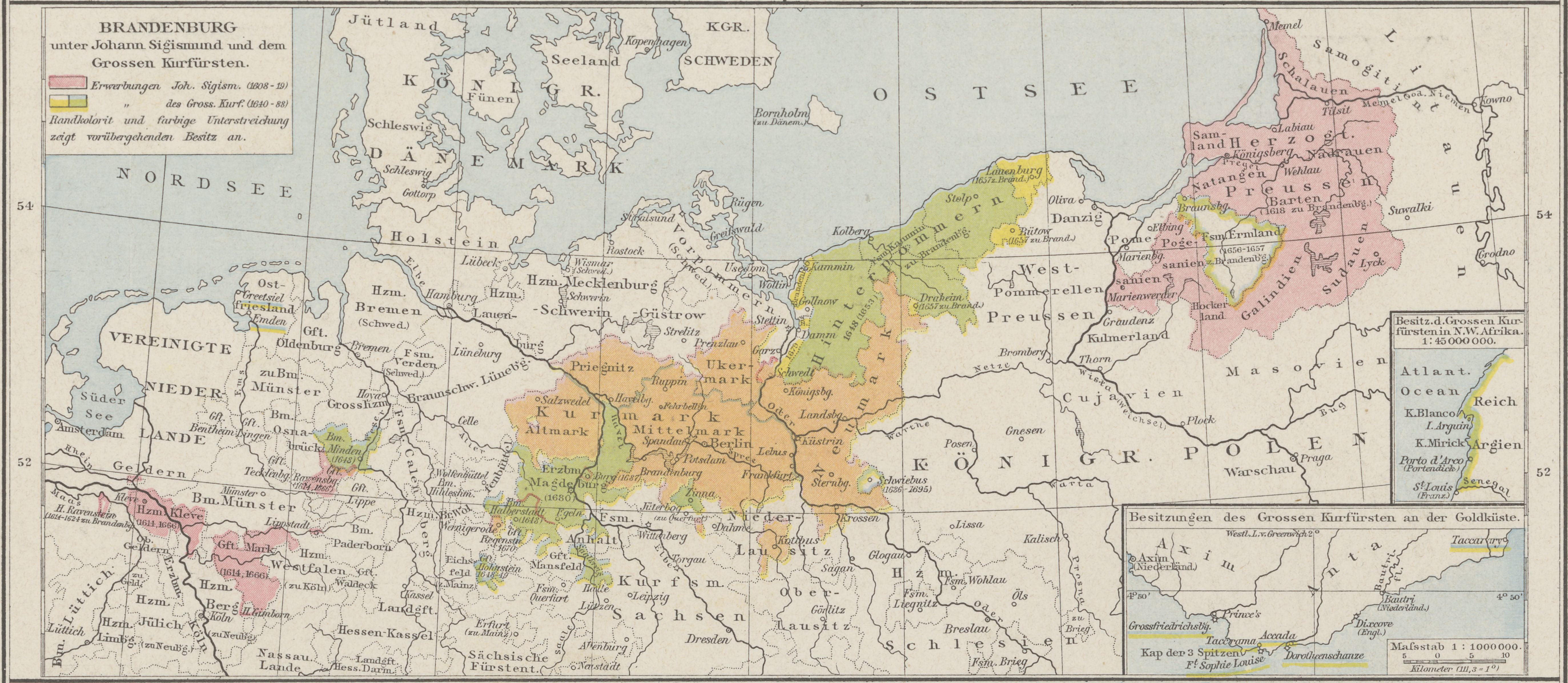
A Brandenburgi Választófejedelemség, 1618–1680 között. (Brandenburg-Preußen), Hátsó-Pomeránia (Hinterpommern, világoszöld), továbbá Draheim, Lauenburg-Bütow és az Odera-sáv (sárga). (Bordó: Kelet-Poroszország, ill. a rajnai Kleve)

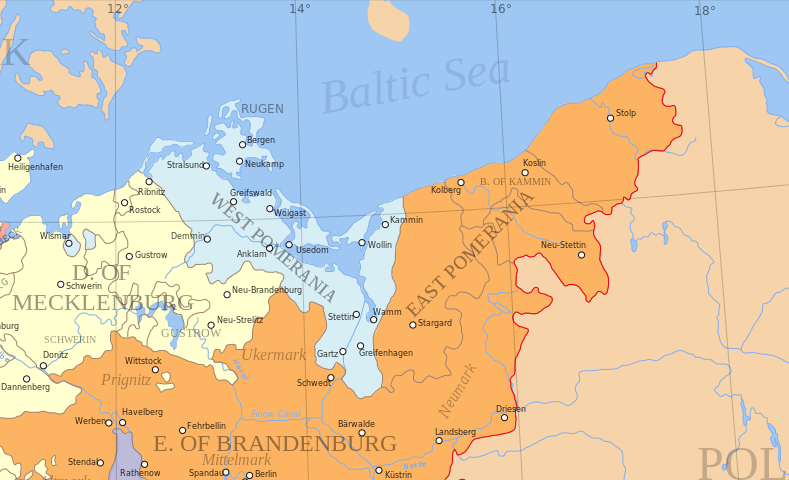
A volt Pomerániai Hercegség területe, az 1653-as stettini szerződés szerint felosztva Svédország és a Brandenburgi Választófejedelemség között. Világoskék szín: Svéd-Pomeránia (tkp. Elő-Pomeránia). Narancsszín: a Brandenburghoz tartozó Hátsó-Pomeránia. Helyzet az 1679-es saint-germaini szerződés előtt.

### A svéd–brandenburgi háború
1674 végén azonban XIV. Lajos ösztönzésére XI. Károly svéd király hadserege – kihasználva a brandenburgi haderő távollétét –  betört a Brandenburgi Választófejedelemségbe, és elfoglalta annak balti tartományait, Uckermarkot, Prignitzet, Neumarkot és Hátsó-Pomerániát. Kitört a svéd–brandenburgi háború. Ezt sokan csak a francia–holland háború mellékhadszínterének tekintik. Frigyes Vilmos elvonta hadait a Rajnától, hogy Dánia és Hollandia segítségével visszaverje a svéd inváziót. A Nagy Választófejedelem 1675. június 18-án Berlintől 60 km-re, a fehrbellini csatában megsemmisítő vereséget mért a svédekre, ezután Dánia csapatai elözönlötték a svéd Skåne tartományt (amely az 1658-as roskildei béke óta állt svéd fennhatóság alatt. (Emiatt az 1674–1679-es északi háborút skånei háborúnak is nevezik). Frigyes Vilmos hadserege elfoglalta Svédország észak-németországi tartományait, egész Svéd-Pomerániát, kivéve Rügen szigetét és (szövetségben Lüneburggal, Münsterrel és Dániával) a rajnai Brémai-Verdeni Hercegséget. E tartományokat még a vesztfáliai békeszerződés ítélte Svédországnak.
1675. július 17-én Lipót császár a Birodalom nevében hadat üzent Svédországnak. Frigyes Vilmos elfoglalta a Kurlandi Hercegséget is. A dánok elfoglalták Rügent, de a skånei fronton (Dél-Svédországban) vereségeket szenvedtek a svédektől az 1676-os lundi és az 1677-es landskronai csatában.

### A nijmegeni különbékék és következményeik
Nijmegenben már 1676 óta folytak a béketárgyalások. 1678. augusztus 10-én Hollandia különbékét kötött Franciaországgal, lezárva a francia–holland háborút. XIV. Lajos visszaadta a Hollandiától elfoglalt területeket, Franciaország katonai lekötöttsége megszűnt, a megnövekedett hatalmú XIV. Lajos figyelme szorongatott szövetségese, Svédország felé fordult.
A nijmegeni békeszerződésben XIV. Lajos lényegében a vesztfáliai békeszerződés érvényességét ismertette el. Ez a brandenburgiak által visszaszerzett pomerániai területeken a svéd uralom helyreállítását irányozta elő, így Frigyes Vilmos választófejedelem nem fogadhatta el azt.
Folytatódott a svéd–brandenburgi háború. 1678–79 telén Frigyes Vilmos a Balti-tenger partja mentén, a befagyott tengeren át személyesen vezetett gyors téli hadjárattal (Jagd über das Kurische Haff) teljesen kiűzte országából a betört svéd csapatokat, amelyek a Svéd-Livóniába menekültek vissza.
A választófejedelemnek azonban súlyosan csalódnia kellett saját szövetségeseiben. Röviddel a győzelmes téli hadjárat után, 1679. február 5-én (a Julián naptár szerint január 26-án) a nijmegeni béketárgyalások keretében Lipót császár különbékét kötött XIV. Lajos francia királlyal és egy másikat XI. Károly svéd királlyal, ezekben elismerte az 1648-as vesztfáliai békeszerződés rendelkezéseit, köztük azt is, amely a Brandenburgi Választófejedelemségtől elhódított Bremen-Verden és Svéd-Pomeránia tartományokat Svédországnak ítélte. A protestáns Brandenburg hatalmára féltékeny Lipót császár nem akart „új vandál királyt a Baltikumban”.
Francia nyomásra a münsteri csapatokat visszavonták, Dánia kiürítette a megszállt svéd területeket. Frigyes Vilmos egyedül maradt Svédországgal és a győztes Franciaországgal szemben, és béketárgyalásokra kényszerült. Képviselőinek meghatalmazását a választófejedelem 1679. március 11-én állította ki Potsdamban. A saint-germaini béketárgyalásokon azonban Brandenburg makacsul ragaszkodott karddal visszaszerzett tartományaihoz, ezért a francia hadsereg elözönlötte és felégette az Alsó-Rajna-menti Kleve Hercegséget, a Brandenburgi Választófejedelemség hűbéresét, a Német-római Birodalom tartományát.

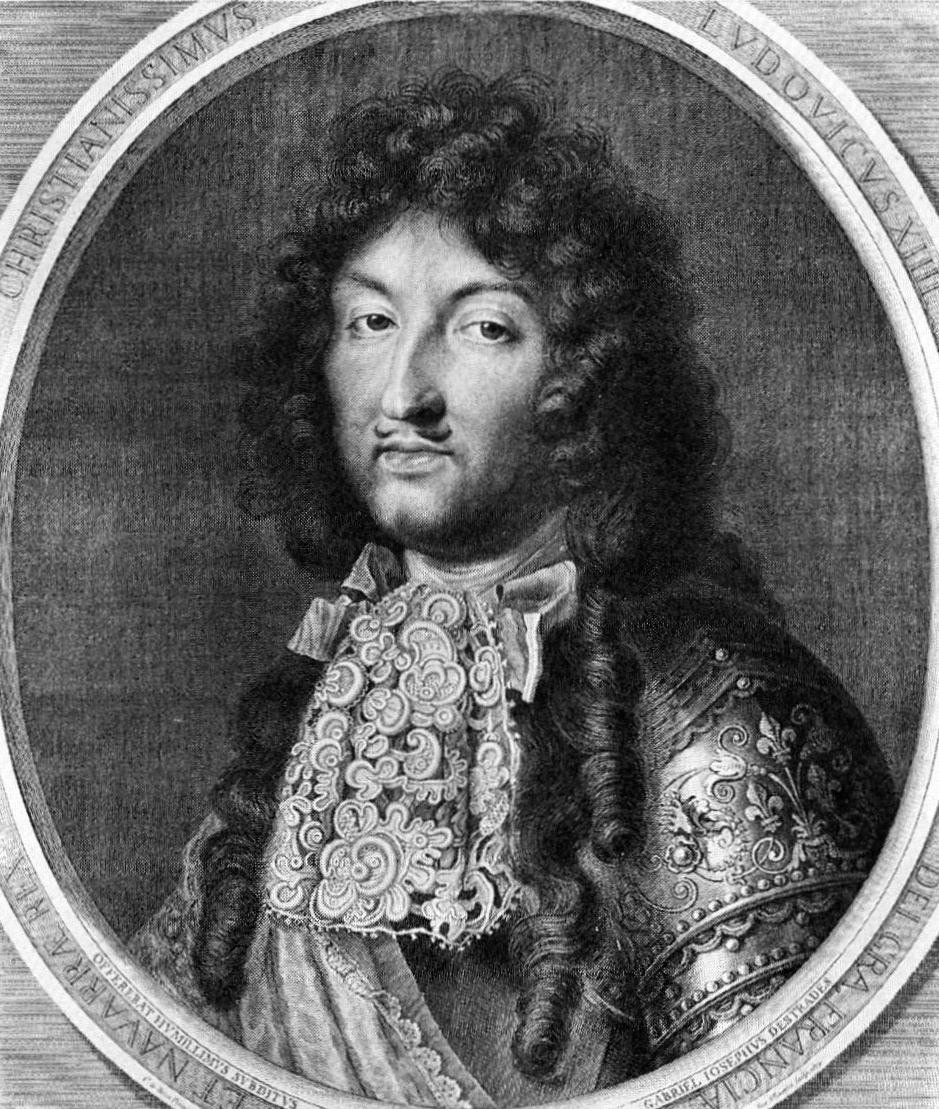
XIV. Lajos francia király

Frigyes Vilmos brandenburgi választófejedelem

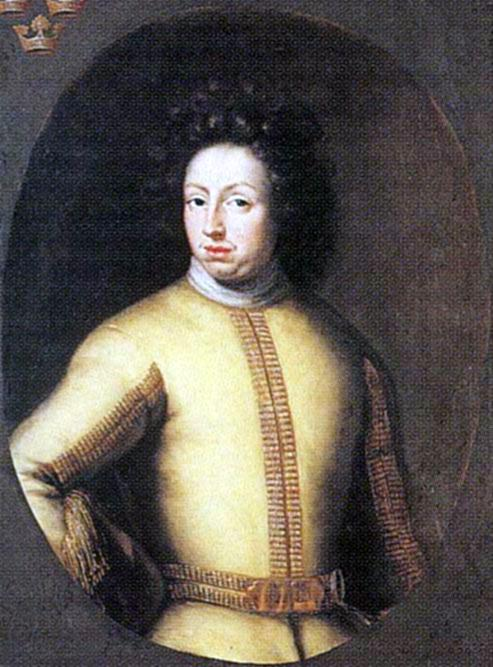
XI. Károly svéd király

## A saint-germaini békeszerződés

### Kemény  béketárgyalások
A szövetségesek nélkül maradt Frigyes Vilmos 1679. június 29-én kénytelen volt elfogadni a saint-germaini békeszerződést, amelyben ismét elveszítette a háborúban a svédektől visszaszerzett területeit. Szövetségese, V. Keresztély, Dánia és Norvégia királya hasonló tartalmú békeszerződéseket kényszerült aláírni Svédországgal (1679 augusztusában Fontainebleau-ban, majd szeptemberben Lundban.
A saint-germaini szerződés Frigyes Vilmos brandenburgi választófejedelem legsúlyosabb politikai vereségének tekinthető. XIV. Lajos rákényszerítette Frigyes Vilmost, hogy szövetségesének, Svédországnak adjon át Pomerániából egy akkora részt, amekkorát Lajos a vesztfáliai békeszerződés alapján a svéd király jogszerű jussának ítélt, annak ellenére, hogy az 1674-ben Pomerániába betört svéd csapatokat Brandenburg (Dánia segítségével) 1677 végére teljesen kiszorította, és országát visszaszerezte. (A svédek második próbálkozását az 1678–79-es téli hadjáratban ugyanúgy visszaverte.) Az 1679-es helyzet hasonló volt a 19 évvel korábban lezajlott 1655–60-as északi háború utánihoz, akkor Franciaország ugyanígy kényszerítette a katonailag győztes Brandenburgot, hogy visszaadja a svédeknek az elfoglalt, majd Brandenburg által visszafoglalt Nyugat-Pomerániát (Svéd-Pomeránia, Schwedisch-Pommern).
Frigyes Vilmos diplomatái minden követ megmozgattak XIV. Lajos jobb belátására bírásáért. Felajánlották Lajosnak Brandenburg teljes és feltétlen támogatását (beleértve csapatok küldését is) a Német-római Birodalommal szembeni politikához, ha cserébe Frigyes Vilmos megtarthatja Svéd-Pomerániát Frigyes Vilmos odáig elment, hogy Svéd-Pomerániáért „több tonna aranyat” ajánlott fel közvetlenül Svédországnak, emellett katonai segítséget ígért korábbi szövetségese, a Dán-Norvég Királyság ellen.
XIV. Lajos azonban nem mutatott érdeklődést a felajánlott katonai segítség iránt, nem állt érdekében Brandenburg támogatása. A svéd katonai szövetség mellett kötelezte el magát, és nem engedte, hogy a Franciaország mellett harcoló Svédország területet veszítsen. A vonakodó Frigyes Vilmosnak értésére adták, hogy a svéd király „éppúgy nem veszítheti el Stettint, ahogy Stockholmot sem”. XIV. Lajos megfenyegette Frigyes Vilmost: „Mi, Franciaország elsőnek Lippstadtot foglaljuk el, Minden sem jelent akadályt, bevesszük Halberstadtot és Magdeburgot, végül elérjük Berlint”. Lajos szavainak a Brandenburghoz tartozó Kleve Hercegséget megszálló és Minden városát ostromzár alatt tartó francia csapatok adtak nyomatékot. Frigyes Vilmos még saját Rajna-menti tartományainak átengedését is felajánlotta Franciaországnak, cserébe Svéd-Pomeránia megtartásáért, de XIV. Lajos ezt is visszautasította.
Úgy tartják, Frigyes Vilmos e szavak kíséretében írta alá a szerződést: „Exoriare aliquis nostris ex ossibus ultor!” (magyarul: Csontjainkból támadjon bosszúálló!)

### A szerződés rendelkezései
A saint-germaini béke aláírásával Frigyes Vilmos is elismerte a vesztfáliai béke érvényességét. Vissza kellett adnia Svédországnak a tőle elhódított összes területet. Át kellett engednie Svédországnak Bremen-Verden Hercegségeket és Svéd-Pomeránia legnagyobb részét. Cserébe Brandenburg visszakapta Kelet-Frízföldet (Ostfriesland). Az Oderától keletre Brandenburg csupán egy keskeny földsávot szerezhetett meg, Kammin, Greifenhagen und Bahn városokkal, de itt sem volt joga erődítményt építeni. Elveszítette viszont Gollnow és Damm városokat.
Frigyes Vilmos számára a legsúlyosabb veszteséget a visszafoglalt Stralsund és Stettin kikötővárosokmak és Rügen szigetének ismételt elvesztése jelentette, mert ez szűkítette Brandenburg összeköttetését a Balti-tengerhez, lerontva kereskedelmi lehetőségeit, kudarcra ítélve Frigyes Vilmos legfontosabb gazdasági törekvését. Gollnow városát Brandenburg zálogba kapta, Svédország 1693-ban 50 000 tallérért visszaváltotta a várost
A svédek lemondtak az Odera torkolatánál szedett vámokról, és Kolberg brandenburgi kikötőváros vámbevételeinek őket megillető részéről Brandenburg javára. Franciaország – Svédország helyett – a következő két évben 300 000 tallér kártérítést kifizetett Brandenburgnak.
A brandenburgi megszálló csapatoknak 3 hónapon belül ki kellett üríteniük Svéd-Pomerániát.
erre 1679 novemberében került sor.
A szerződés egyik paragrafusa megtiltotta, hogy a Holland Egyesült Tartományok csapatokat állomásoztassanak a Brandenburghoz tartozó Kleve Hercegségben.

### A szerződés alkalmazása és következményei
1679 decemberében Brandenburg utolsó erősségét, Stettin kikötővárost is visszaadta Svédországnak. Dánia királya külön egyezményt kötött Svédországgal, 1679. szeptember 26-á a lundi békeszerződésben kötelezte magát, hogy a skånei háborúban elfoglalt Rügen szigetét október 20-ig visszaadja Svédországnak. A dán csapatok kiürítették Skåne tartományt. Az itt élő, főleg dán lakosság partizánháborúba kezdett, amit a bevonuló svéd hadsereg brutális mészárlások sorozatával tört meg.
A franciák 1680 februárjának végéig kiürítették az elfoglalt Klevei Hercegséget és Mark Őrgrófságot, Brandenburg birtokait.
A saint-germaini békekötés következtében Svéd-Pomeránia egészen a nagy északi háborúig Svédország uralma alá került, de az addig jelentéktelen Brandenburg–Poroszország (a Brandenburgi Választófejedelemség) uralkodója – az addig legyőzhetetlen hírben álló svéd hadsereg legyőzője – nagy tekintélyt vívott ki magának Európában annak ellenére, hogy stratégiai célját, az Odera torkolatának és a Stettini-öbölnek (Stettiner Haff) visszaszerzését nem érhette el.
A történtek arról győzték meg Frigyes Vilmost, hogy országának biztonságát nem a Habsburg császár, hanem az új európai nagyhatalom, a francia király szövetségében kell keresnie. A Nagy Választófejedelem már 1679-ben, a saint-germaini szerződés titkos záradékában titkos szövetség kötéséről állapodott meg XIV. Lajossal. Franciaország 10 éven át elismerte Brandenburg teljes szuverenitását. Brandenburg hozzájárult francia csapatok átvonulásához saját területén keresztül. Ellenszolgáltatásul XIV. Lajos 100 000 livre évjáradék folyósítását vállalta. Ez a fordulat a Hohenzollern-házból növekvő bizalmatlanságát jelezte a Habsburg német-római császárral szemben, aki a protestáns Hohenzollern-ház gyengítésének szándékával hagyta jóvá a nijmegeni és a saint-germaini szerződéseket, meg akarva előzni egy erős protestáns Brandenburgi Hercegség létrejöttét birodalmában. Ezért a célért a császár hajlandó volt még a Birodalom számára hátrányos feltételeket is elfogadni.
Frigyes Vilmos szerint Lipót császár igénybe vette Brandenburg hűbéri esküjét, amikor birodalmi háborúba (Reichskrieg) hívta őt Franciaország ellen, országát belekeverve a Svédország elleni háborúba, azután a bajban magára hagyta szövetségesét, és a választófejedelem tudta és beleegyezése nélkül Brandenburg érdekeinek sérelmével békét kötött Franciaországgal. „Csak Isten kegyelme és Franciaország királyának hatalma nyújthat nekünk biztonságot. Ha ellenséggel kerülünk szembe, a Császár és a Birodalom elsőként fog védelem nélkül magunkra hagyni bennünket,” vallotta.
1679 októberében Frigyes Vilmos titkos egyezményt kötött XIV. Lajossal, amelyben a választófejedelem kötelezte magát, hogy a császárválasztó birodalmi gyűlésben XIV. Lajos jelöltjét fogja támogatni. A francia király döntő politikai súlyt szerzett Európa nagyhatalmi rendszerében, és már beleszólhatott a Német-római Birodalom belső ügyeibe is. 1681 januárjában Brandenburg és Franciaország katonai szövetséget kötött, Lipót császár heves ellenzése ellenére.
Frigyes Vilmos azonban tudatában volt annak a veszélynek is, amit expanzionista szövetségese, a „Nagy Testvér” hozhatott országára. A „francia iga” rémével is számoló választófejedelem már 1685 elején titokban elkezdte új franciaellenes szövetségek szervezését is.

## Külső hivatkozások
- Egyetemes történelem (1640-1789). A Német-római Császárság 1648 után. Brandenburg-Poroszország története (1640-1740).[halott link] (Antiskola.hu)
- A francia–brandenburgi békeszerződés. Francia Külügyminisztérium, Choiseuil dokumentumtár, 55/477. sz. (franciául)